# 복흥중학교
복흥중학교(福興中學校)는 대한민국 전북특별자치도 순창군 복흥면 정산리에 있는 공립 중학교이다.

## 학교 연혁
- 1967년 9월 8일 : 쌍복중학교 인가
- 1969년 1월 29일 : 복흥중학교로 교명 변경
- 1969년 3월 15일 : 복흥중학교 개교
- 2024년 2월 7일 : 제53회 졸업식(졸업생 17명, 총 4,260명)
- 2024년 3월 1일 : 제23대 백종숙 교장 부임

## 참고 자료
- 복흥중학교 - 한국교육학술정보원 학교알리미